# Magazyn 24 godziny
Magazyn „24 Godziny” – polski program publicystyczno-informacyjny nadawany na antenie TVN24 od 2001 roku (z przerwą w sezonie 2004/2005) do 18 stycznia 2010 roku.
Formuła magazynu obejmowała godzinne podsumowanie najważniejszych wydarzeń dnia w Polsce i na świecie, w którym prowadzący prowadził rozmowy z gośćmi – uczestnikami wydarzeń, ekspertami i komentatorami życia publicznego. Program często prezentował odmienne punkty widzenia i wątki pomijane przez serwisy informacyjne.
Popołudniowe wydanie programu emitowano w dni powszednie między 17:30 a 18:30. Od września 2008 zaprzestano emisji.
Wieczorne wydanie programu było emitowane codziennie o godzinie 21:00.

## Prowadzący[4]
- Bogdan Rymanowski
- Justyna Pochanke
- Piotr Marciniak
- Anna Jędrzejowska
- Tomasz Sekielski
- Łukasz Grass